# پارکر پن کمپانی
پارکر پن کمپانی (به انگلیسی: Parker Pen Company) شرکت تولید نوشت‌افزار آمریکایی-بریتانیایی است، که در زمینه تولید خودنویس و خودکار فعالیت می‌نماید.
شرکت پارکر در سال ۱۸۸۸ توسط جرج سافورد پارکر در جینسویل، ویسکانسین، ایالات متحده آمریکا راه‌اندازی شد و در حال حاضر شرکت تابعهای از کمپانی بریتانیایی نیوول رابرمید می‌باشد. دفتر مرکزی این شرکت در شهر نیوهون، ساسکس شرقی، بریتانیا قرار دارد.

## نگارخانه

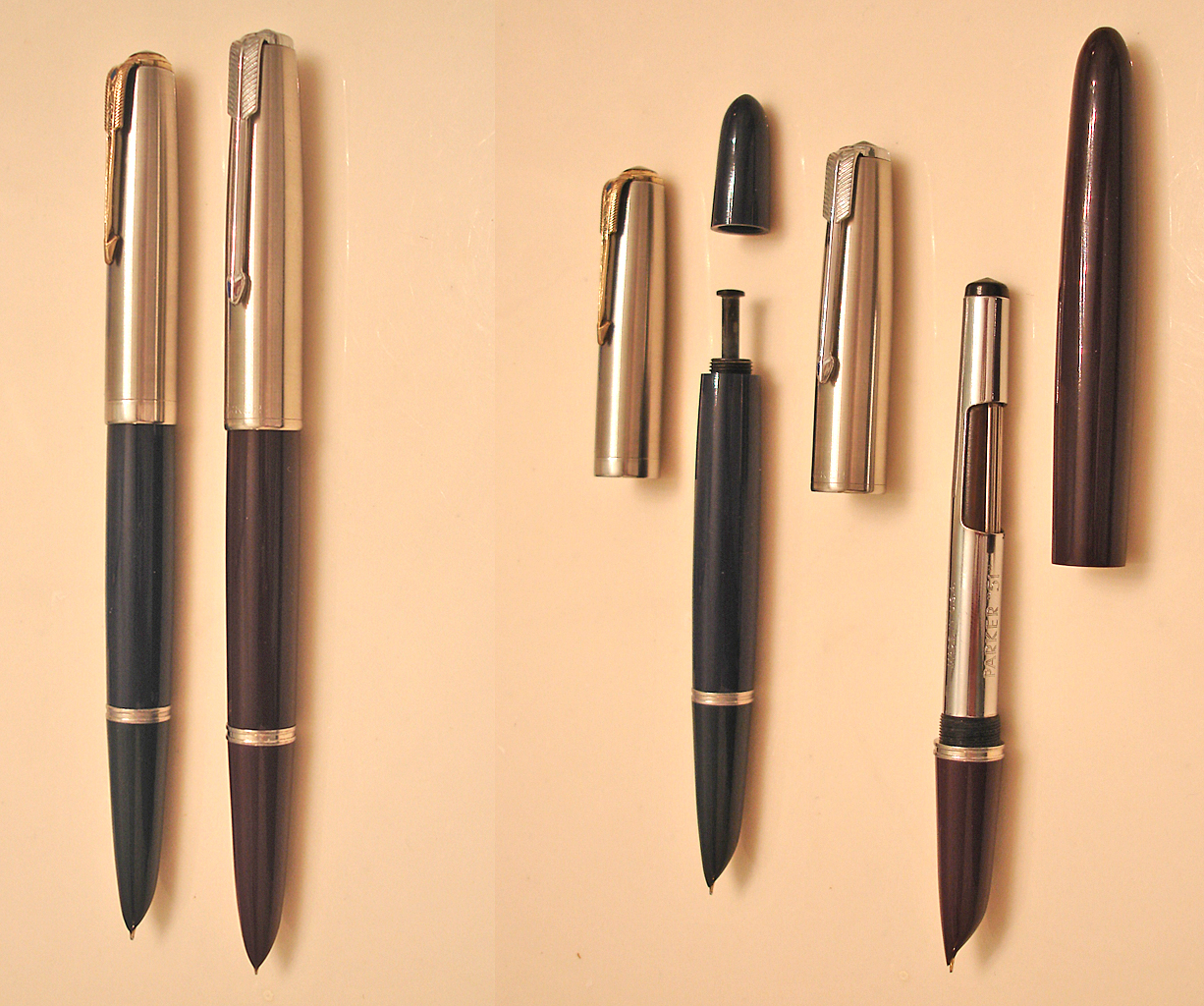
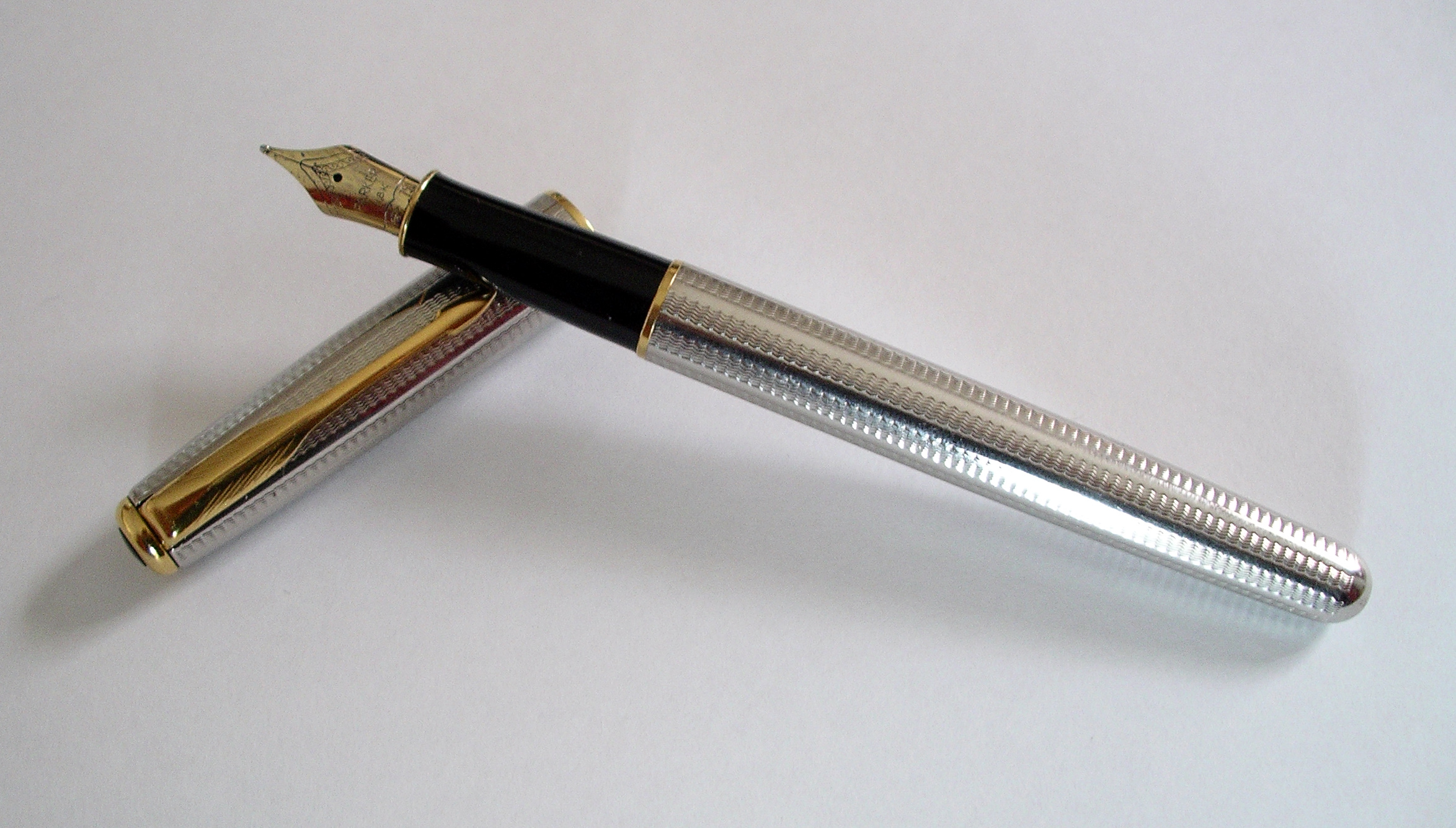
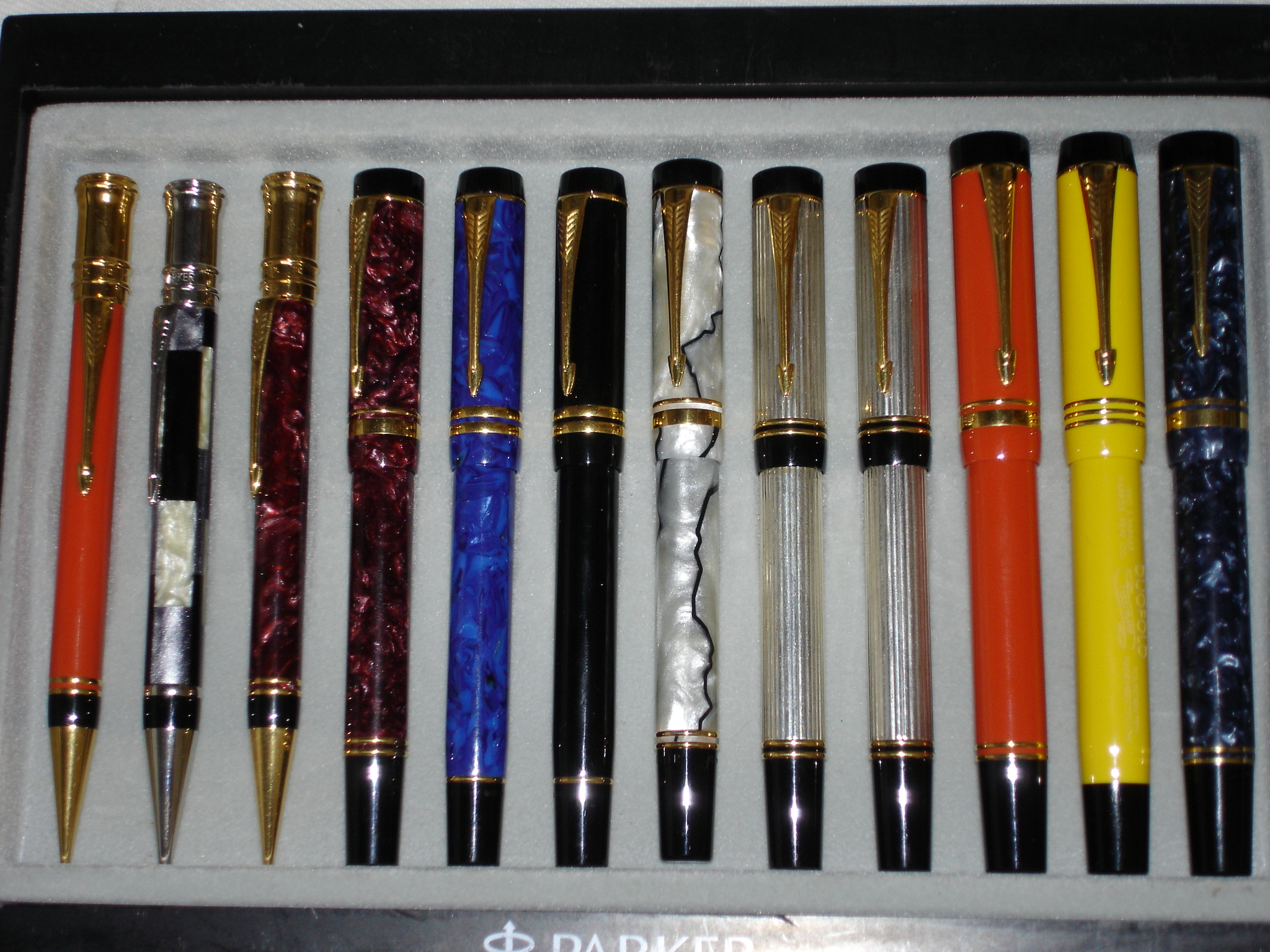
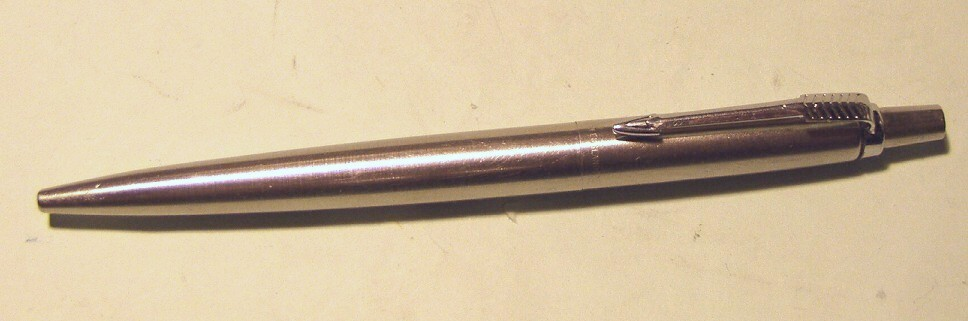
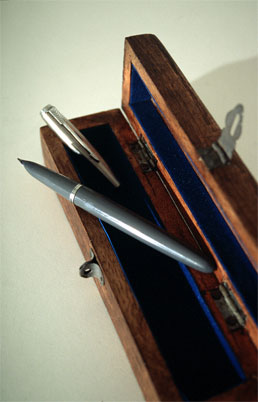
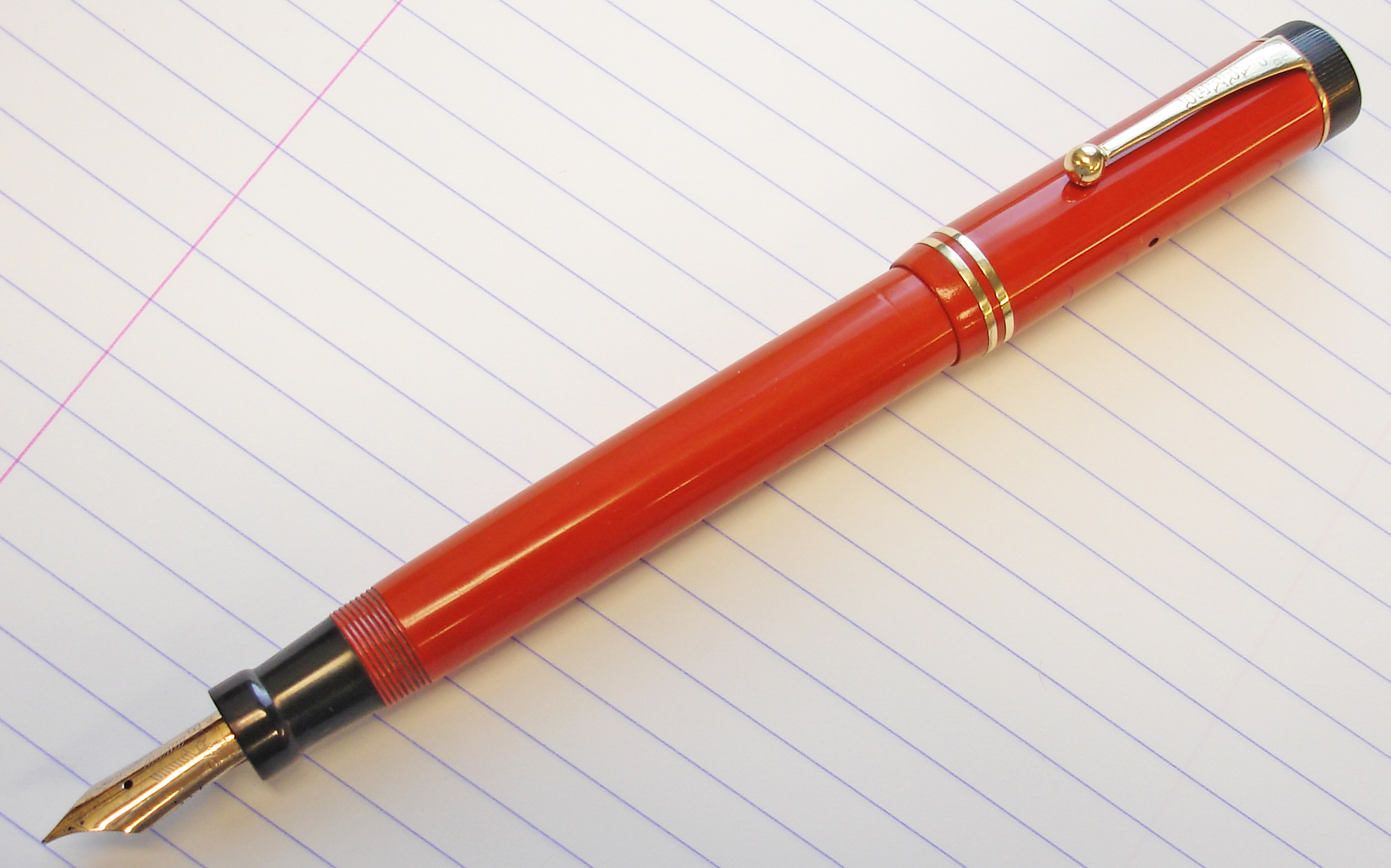
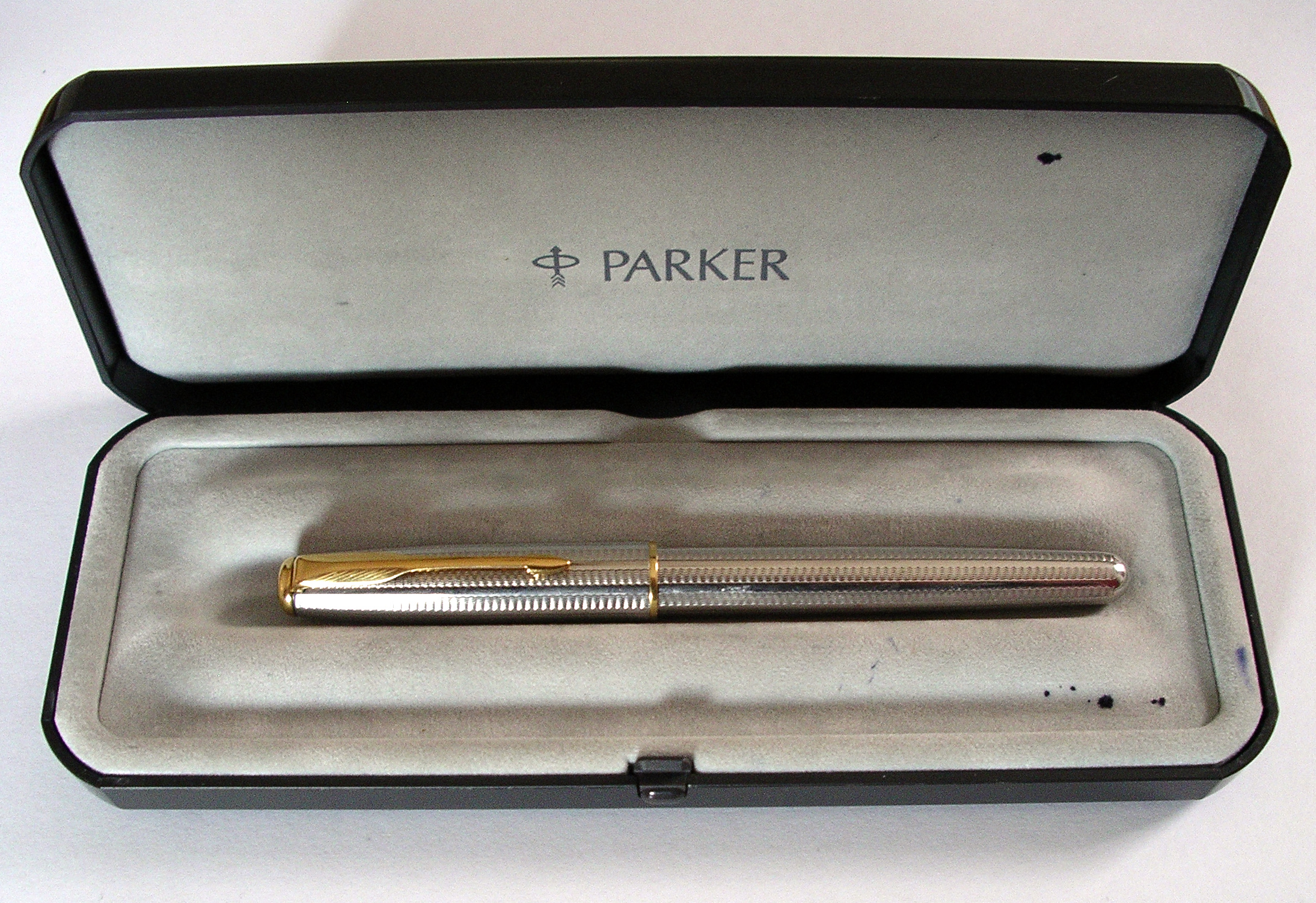
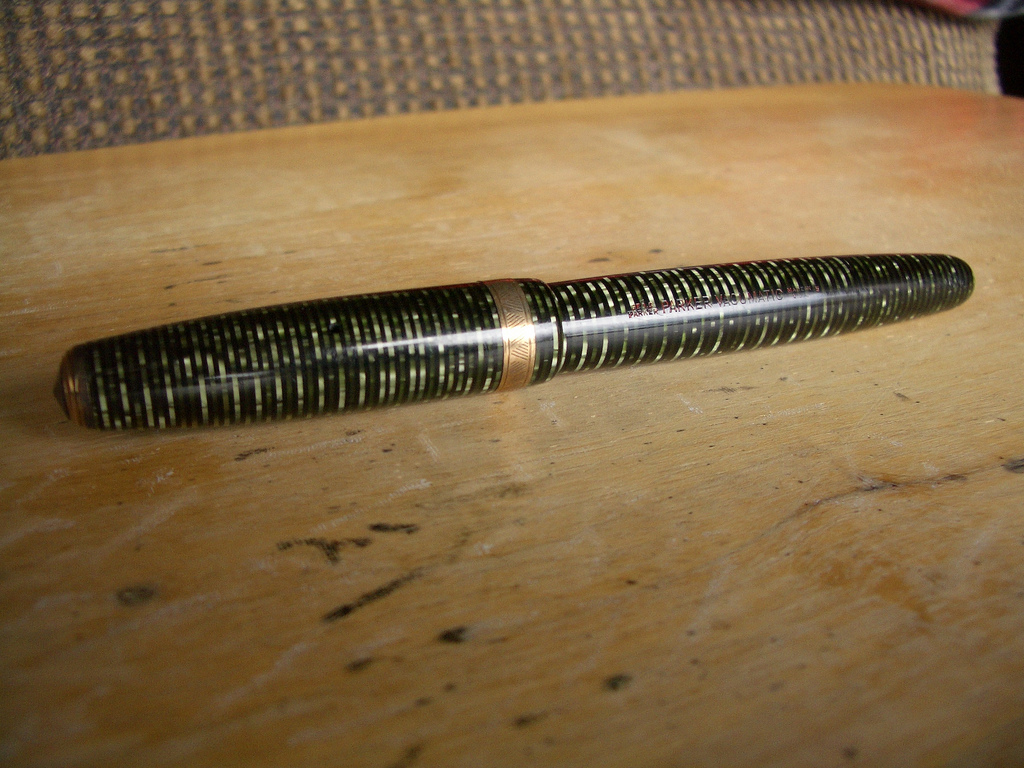